# Lagune Fea
Le lagune Fea (en français Lagune Fée) est un lac andin d'origine glaciaire, situé en Argentine, dans le département de Minas, au nord de la province de Neuquén, en Patagonie. 

## Géographie
Sa qualification de « lagune » est fort peu appropriée. Il s'agit en fait d'un lac de montagne en bonne et due forme. Il a une longueur de plus ou moins onze kilomètres, sa largeur moyenne étant de 1,4 kilomètre. 
Le lac s'étend de l'ouest-nord-ouest vers l'est-sud-est, à quelque 2 491 mètres d'altitude, à proximité immédiate de la frontière chilienne.
Au nord et à l'ouest, il est entouré de hautes montagnes frontalières, dont certaines dépassent les 3 000 mètres. Au sud par contre, les hauteurs s'abaissent fortement d'ouest en est, pour ne plus dépasser que de peu les 2 500 mètres. Sa cuvette s'ouvre au sud-est sur la Pampa del Rayo, vaste étendue relativement plane qui s'étend à plus ou moins 2 000 mètres d'altitude.
Il se trouve à 15-16 kilomètres au nord-est de la lagune Varvarco Campos et moins de 7 kilomètres à l'ouest de la lagune Negra du río Barrancas.
L'hiver, ses rives se couvrent d'une épaisse couche de neige pouvant atteindre deux mètres d'épaisseur.

## Émissaire
Son émissaire, l'arroyo Puente de Tierra, a un régime avant tout nival. Il prend naissance à son extrémité sud-est, puis traverse la Pampa del Rayo.
Après quelques kilomètres, il se jette dans le río Barrancas, cours supérieur du río Colorado, une douzaine de kilomètres en aval de la lagune Negra.